# Euxoa osthelderi
Euxoa osthelderi är en fjärilsart som beskrevs av Corti 1952. Euxoa osthelderi ingår i släktet Euxoa och familjen nattflyn. Inga underarter finns listade i Catalogue of Life.